# Dívida governamental
| >100% >75–100% >50–75% | >25–50% 0–25% Sem dados |

Dívida pública por país em relação a porcentagem do PIB, segundo o FMI (2024).
>100%
>75–100%
>50–75%
>25–50%
0–25%
Sem dados

Dívida governamental ou dívida pública descrevem o endividamento de qualquer divisão administrativa, desde uma vila até um país. A dívida do governo de um dado país também é chamada por vezes de dívida nacional. Pode ser categorizada como sendo uma dívida interna — quando o governo deve dinheiro a entidades do próprio país — ou externa — se se deve dinheiro para entidades de outros países que não o devedor. Em geral, a dívida pública é aquilo que o setor público deve aos bancos (como créditos bancários) e, principalmente, aos portadores de títulos públicos (que também podem ser de propriedade de bancos).
Os títulos públicos podem ter juros pré-fixados ou pós-fixados. Nos títulos pré-fixados, os juros são definidos previamente ao lançamento ou são determinados nos leilões de venda. No caso de títulos pós-fixados, os juros dependem  do comportamento futuro de outras variáveis, sendo que, no Brasil, dependem principalmente da taxa de juros  para operações financeiras de curto prazo (a taxa SELIC,  determinada pelo Banco Central  do Brasil), mas também dos índices de inflação e da variação cambial.
O sistema da dívida é um modo de acumulação com a utilização do instrumento de endividamento público às avessas, retirando recursos em vez de os aportar. Segundo Karl Marx, a única parte da riqueza que é coletivizada é a dívida pública. A democracia contemporânea ao invés de sanar a questão da dívida ajudou a eleva-la na Tunísia. Segundo Maria Lúcia Fattorelli, o crédito da dívida foi mal usado e virou um "endividamento às avessas". A China começou a se desenvolver ao dar calote nas suas dívidas durante o comunismo chegando a ser o principal credor do mundo. A auditoria da dívida recolheu dados de rentistas nacionais e internacionais que ganharam valores monetários no século XXI. O sistema da dívida tem fortalecido a destruição ambiental. O sistema da dívida também é usado como uma estratégia de guerra. Só nos Estados Unidos existem 30 milhões de pessoas abaixo da linha da miséria por conta desse sistema de dívida.

## Expressões sobre dívida pública
- Deficit nominal: é o saldo negativo nas contas, uma vez pagos os juros da dívida.
- Resultado primário: a receita menos as despesas, sem gastar com juros;
- Resultado nominal: a receita menos as despesas, incluindo-se gastos com juros;
- Dívida líquida: é o débito consolidado, uma vez descontados = disponibilidades de caixa, aplicações financeiras e outros haveres financeiros.

## Dados gerais
Uma dívida deve permanecer estabilizada frente ao PIB. Este é, pois, o principal objetivo do ajuste das contas de um país. Com a estabilização, sabe-se que a inflação é eliminada ou reduzida.

### Brasil
- Deficit nominal: Em 2005 = 3,28% do PIB;
- Deficit nominal: Em 2009 = 3,34% do PIB;

| Percentuais da dívida pública em relação ao PIB | Percentuais da dívida pública em relação ao PIB | Percentuais da dívida pública em relação ao PIB | Percentuais da dívida pública em relação ao PIB |
| Ano                                             | Dívida líquida do setor público                 | Dívida líquida do governo (geral)               | Dívida bruta do governo (geral)                 |
| ----------------------------------------------- | ----------------------------------------------- | ----------------------------------------------- | ----------------------------------------------- |
| 2003                                            | 60,0%                                           |                                                 |                                                 |
| 2006                                            | 50,3%                                           |                                                 | 60,0 %                                          |
| 2007                                            | 45,5%                                           | 44,4%                                           | 58,0%                                           |
| 2008                                            | 38,5%                                           | 38,8%                                           | 57,4%                                           |
| 2009                                            | 42,8%                                           | 43,3%                                           | 62,0%                                           |
| 2010                                            | 40,2%                                           | 40,7%                                           | 54,7%                                           |
| 2011                                            | 36,4%                                           |                                                 |                                                 |
| 2012                                            | 35,3%                                           |                                                 |                                                 |
| 2013                                            | 33,8%                                           |                                                 |                                                 |
| 2014                                            | 34,8%*                                          |                                                 |                                                 |
| * Projeção                                      |                                                 |                                                 |                                                 |

- Despesas gerais: No primeiro semestre de 2006 houve um déficit, pois os gastos totais subiram 14%, contra um aumento das receitas de 11%.
- Despesas específicas:
  - com os servidores público do Poder executivo: 4,9% do PIB (2006);
- Dívida pública: 4,25% do PIB (2006)

### Portugal
Em relação à dívida pública portuguesa, houve dois períodos, desde princípios dos anos 90, em que a dívida pública de Portugal teve um crescimento acentuado. O primeiro foi no princípio do terceiro milénio; ou seja, a partir do ano 2000 a dívida pública portuguesa começa a ter um crescimento, que muitos economistas consideraram preocupante, que viria no seu entender a contribuir para criar no país uma crise estrutural. Todavia, o grande salto que se faz na dívida pública, em paralelo com o resto da Europa, é no período pós-2008, ou seja, após a crise internacional da Grande Recessão iniciada em 2008, que provocou a crise das dívidas soberanas.

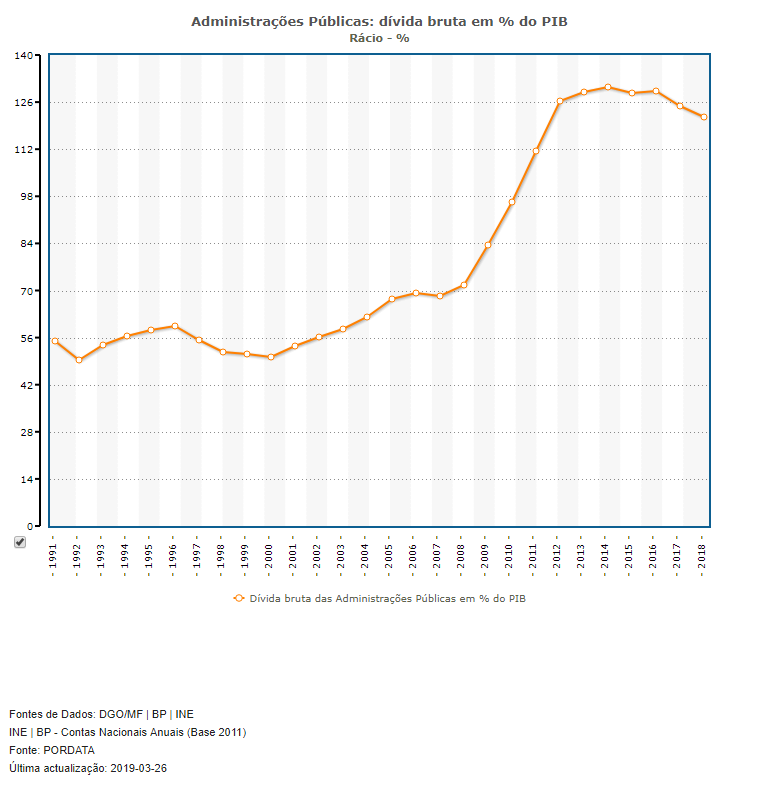
Dívida pública de Portugal em % do PIB entre 1991 e 2018